# Војни окрузи Русије
Војни окрузи у Русији служе као административне јединице Оружаних снага Руске Федерације. Сваки војни округ има штаб који управља војним формацијама у оквиру руских федералних субјеката које обухвата.
Од марта 2024. године, у Русији постоји пет војних округа: Лењинградски, Московски, Централни, Источни и Јужни војни округ.

## Историја

### 1991—1998
Након распада Совјетског Савеза, 26. децембра 1991. године, Русија је задржала мањи број војних округа бивших совјетских оружаних снага.
- Лењинградски
- Московски
- Севернокавкаски
- Волшки
- Уралски
- Сибирски
- Трансбајкалски
- Далекоисточни
- Калињинградска посебна област

### 1998—2001
Према указу председника Русије бр. 900 од 27. јула 1998. године, Трансбајкалски војни округ је укинут и подељен између Сибирског и Далекоисточног војног округа.
- Лењинградски
- Московски
- Севернокавкаски
- Волшки
- Уралски
- Сибирски
- Далекоисточни
- Калињинградска посебна област

### 2001—2010
Према указу председника Русије бр. 337с 24. марта 2001. године, Волшки и Уралски војни округ су спојени у Волшко-уралски војни округ. .
- Лењинградски
- Московски
- Севернокавкаски
- Волшко-уралски
- Сибирски
- Далекоисточни
- Калињинградска посебна област

### Септембар—децембар 2010
Дана 1. септембра 2010. године, Лењинградски и Московски војни окрузи и Калињинградски специјални регион су спојени у Западни војни округ.
- Западни
- Севернокавкаски
- Волшки
- Сибирски
- Трансбајкалски
- Далекоисточни

### 2010—2014
Од 1. децембра 2010. године, сви војни окрузи осим Западног војног округа замењени су са три већа округа, на основу препорука војних реформи из 2008. године. Централни војни округ је формиран спајањем Волшко-уралског војног округа и већег дела Сибирског војног округа, док је остатак су територије Бурјатије Забајкалског краја пребачене у Далекоисточни војни округ да би се формирао Источни војни округ. Севернокавкаски војни округ замењен је Јужним војним округом. Реформа је извршена према указу председника Русије бр. 1144 од 20. септембра 2010. године.
- Западни
(Санкт Петербург)
- Јужни
(Ростов на Дону)
- Централни
(Јекатеринбург)
- Источни
(Хабаровск)

### Aприл—децембар 2014
Дана 2. априла 2014. године, Јужни војни округ је проширен како би укључио спорне територије Републике Крим и Севастопоља након руске анексије Крима 2014.
- Западни
- Јужни
- Централни
- Источни

### 2014—2021
Дана 15. децембра 2014. године, Северна флота Ратне морнарице Русије је уклоњена из Западног војног округа, а границе њене надлежности су проширене формирајући Заједничку стратешку команду Северне флоте. Нова војна команда укључивала је Мурманску област, Архангелску област и бројна руска острва у Северном леденом океану.
- Западни
- Јужни
- Централни
- Источни
- Заједничка стратешка команда Северне флоте

### 2021—2023
Дана 1. јануара 2021. године, Заједничка стратешка команда Северне флоте је трансформисана у Северни војни округ, према указу председника Владимира Путина од 5. јуна 2020. године.
- Северни
- Западни
- Јужни
- Централни
- Источни

### 2023—2024
Дана 2. фебруара 2024. године, Јужни војни округ проширен је на окупиране делове Доњецке Републике, Луганске Републике, Запорошке области и Херсонске области.
- Северни
- Западни
- Јужни
- Централни
- Источни

### 2024—данас
Почетком 2023. године, руске власти су саопштиле да ће Московски и Лењинградски војни округ бити поново активирани током 2023. године.  Најављено је и успостављање подређеног огранка Црноморске флоте у Азовском мору. Московски и Лењинградски војни окрузи су поновно формирани 1. марта 2024. године од делова бившег Западног војног округа, а Северни војни округ је укинут и његова територија припојена Лењинградском војном округу.
- Лењинградски
- Московски
- Јужни
- Централни
- Источни